# Conwy (hrad)
Hrad Conwy (velšsky Castell Conwy) je středověké opevnění v obci Conwy na severním pobřeží Walesu. Byl postaven Eduardem I. během jeho dobývání Walesu v letech 1283 a 1289. Na jeho výstavbě se podílelo 1500 lidí a vznikal pět let. Byl postaven jako součást širšího projektu k vytvoření opevněného města Conwy, jehož celkové náklady činily 15 tisíc liber, což byla na svou dobu značná suma. Během následujících století hrál hrad důležitou roli v několika válkách. Odolal obléhání Madoga ap Llywelyna v zimě 1294 a 1295, sloužil jako dočasné útočiště pro Richarda II. roku 1399 a roku 1401 jej po několik měsíců držel velšský král Owain Glyndŵr.
Po vypuknutí anglické občanské války v roce 1642 jej ovládala posádka loajální Karlovi I. a udržela jej až do roku 1646, kdy se vzdala parlamentním vojskům. Parlament poté rozhodl o částečném rozebrání opevnění, aby se zabránilo využití hradu k další revoltě. Roku 1665 byl hrad z velké části zničen a velká část stavebních materiálů byla rozprodána. Trosky hradu Conwy se v osmnáctém a devatenáctém století staly atraktivní destinací pro výtvarníky a ve druhé polovině devatenáctého století prošel velkou rekonstrukcí. V jedenadvacátém století se zřícenina hradu stala vyhledávanou turistickou destinací.